# Greenomyia cephala
Greenomyia cephala är en tvåvingeart som först beskrevs av Garrett 1925.  Greenomyia cephala ingår i släktet Greenomyia och familjen svampmyggor.
Artens utbredningsområde är British Columbia. Inga underarter finns listade i Catalogue of Life.